# 聯合道

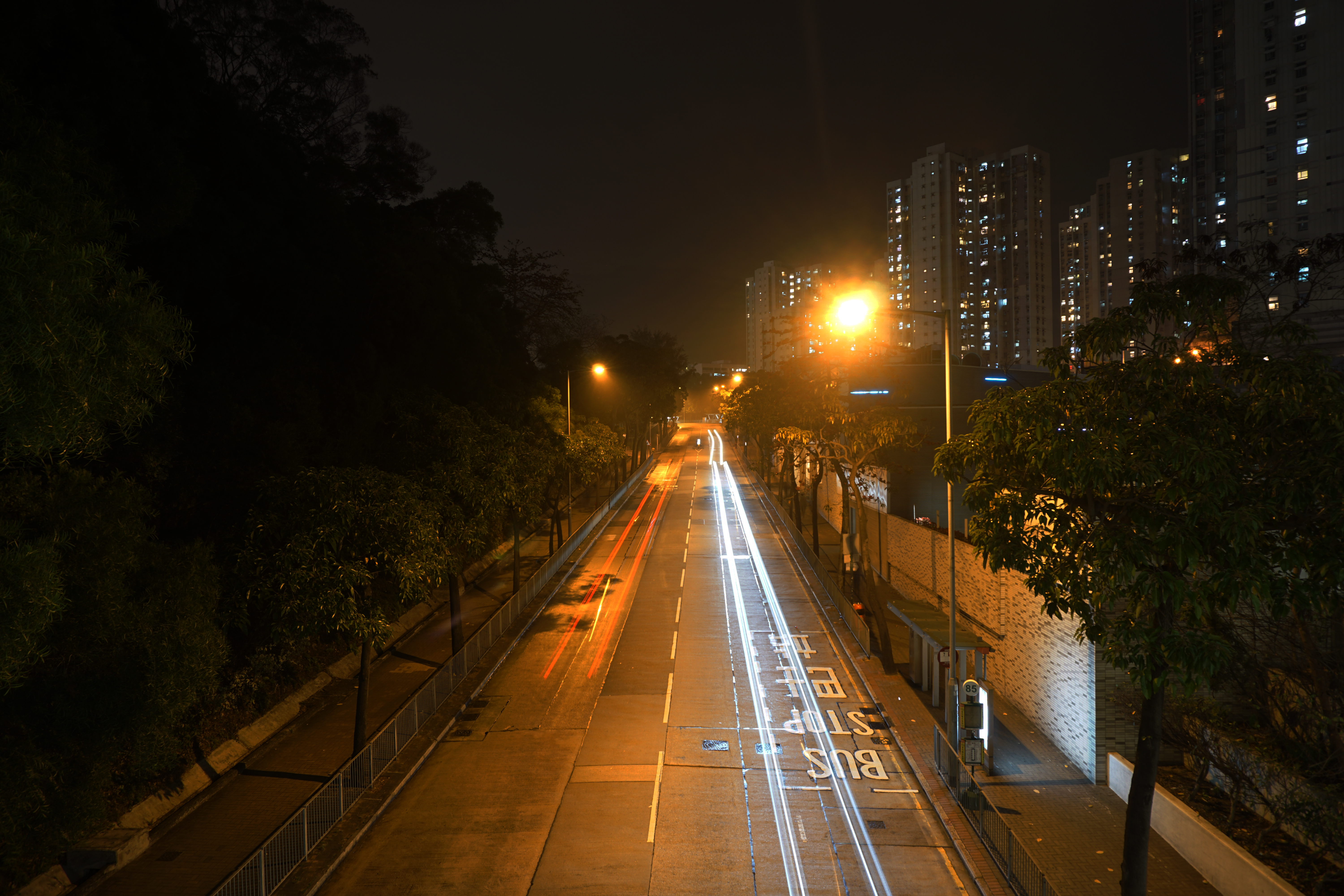
聯合道近德強苑

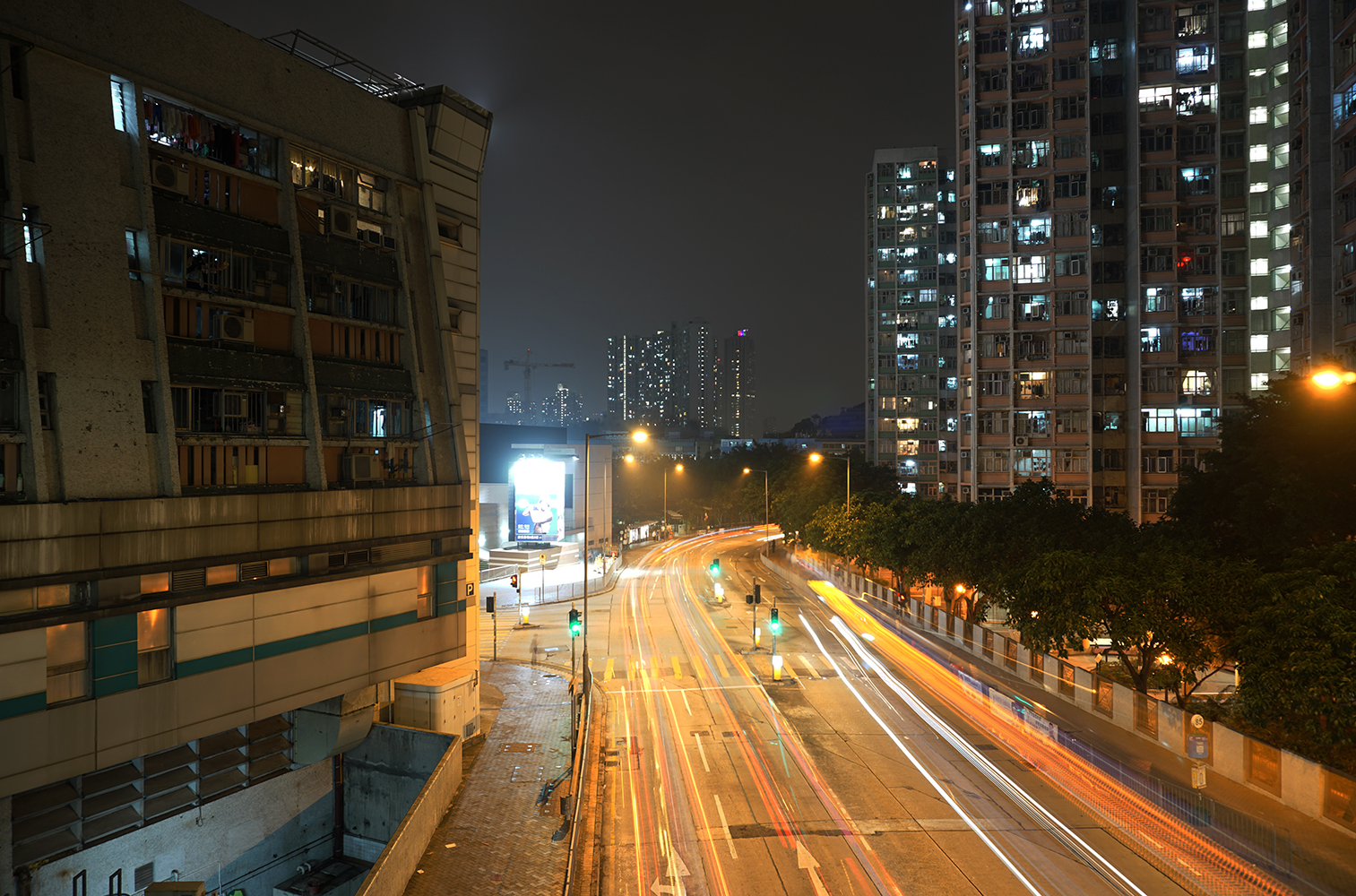
聯合道近樂富廣場B區

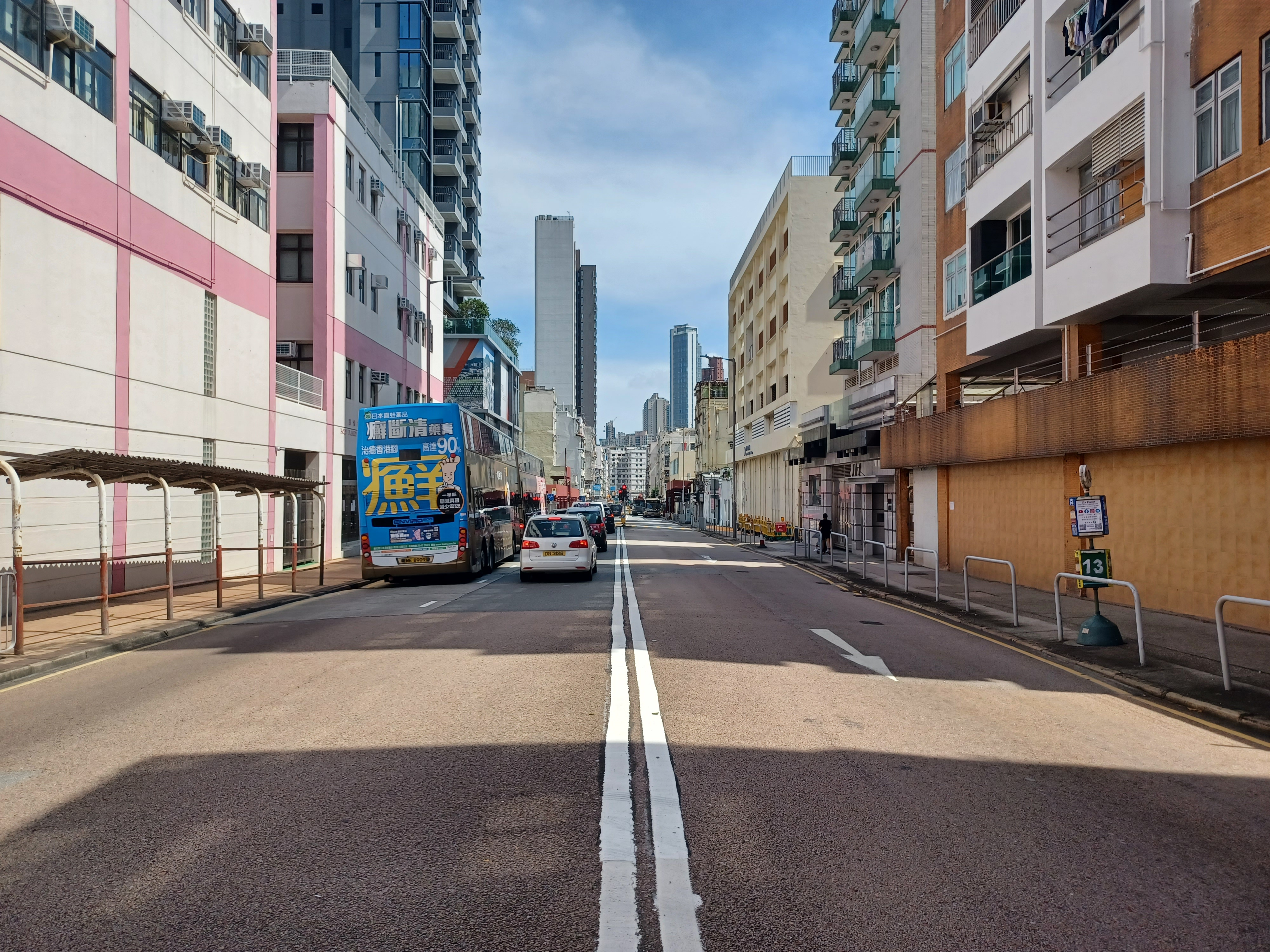
聯合道近嘉諾撒聖家學校

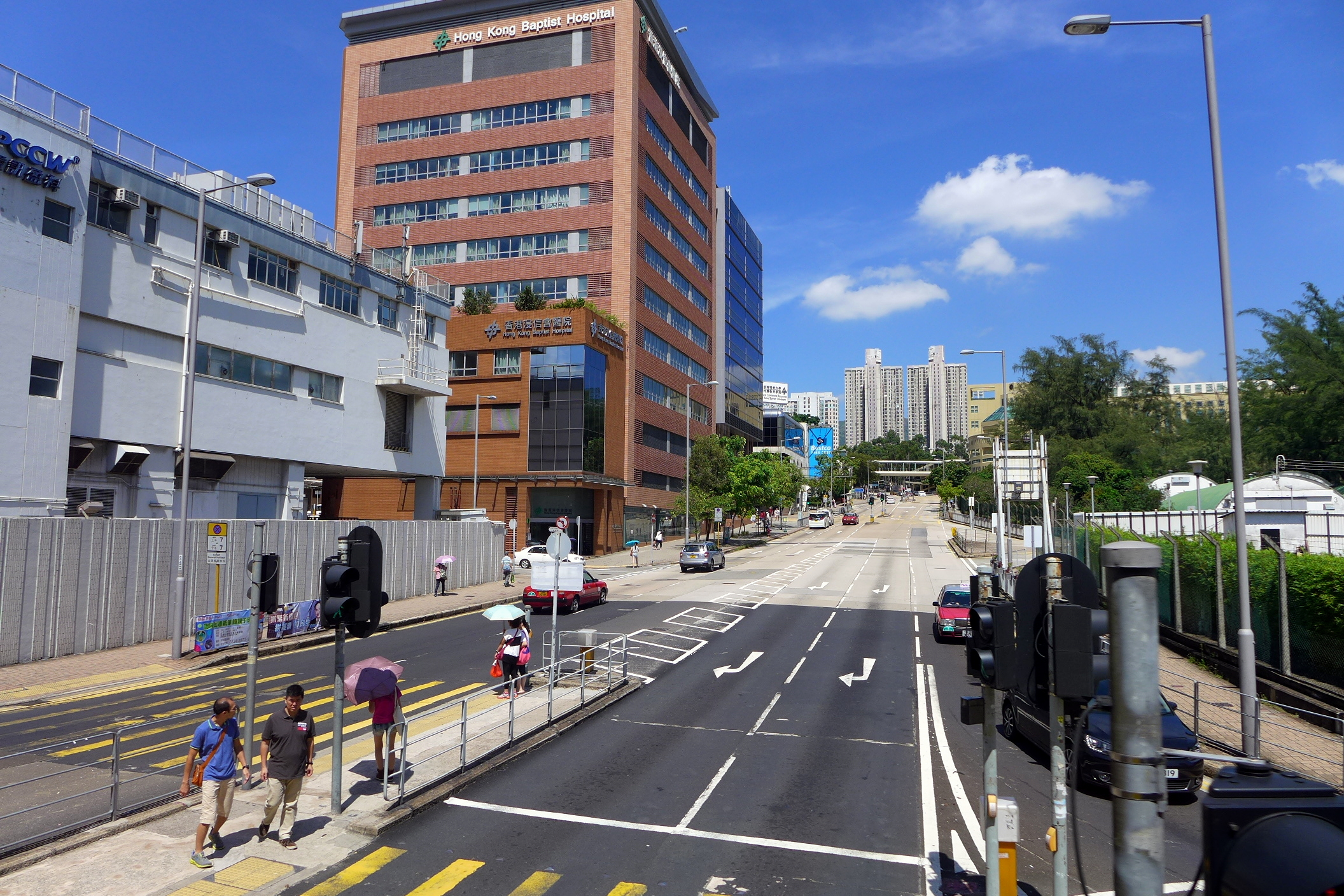
聯合道近窩打老道

聯合道（英語：Junction Road）是香港九龍西的主要道路之一，連接九龍塘、九龍仔及九龍城，途中經過樂富。道路由西至窩打老道近歌和老街交界、香港浸會醫院以南，南至九龍城太子道西322號為止，全長約2公里。聯合道窩打老道至竹園道一段為三線分隔行車，其餘路段到太子道西都是單線來回行車。
聯合道九龍東軍營段最為繁忙，車輛及人群都在此段聯合道往來。很多人從香港浸會大學往來九龍塘站。近延文禮士道有一處香港三級歷史建築的寮屋區石屋家園，鄰近香港兆基創意書院，對面則座落香港法定古蹟九龍城侯王廟。南段近九龍城可說是市中心及住宅區的分界。

## 事件
2006年11月因聯合道近窩打老道爆水渠，導致東向行車線全部封閉，車輛要使用禧福道再往聯福道再返回聯合道。事件使九龍塘交通混亂，歌和老街，多實街，德雲道等地都出現車龍，到晚上情況有改善。

## 交匯道路

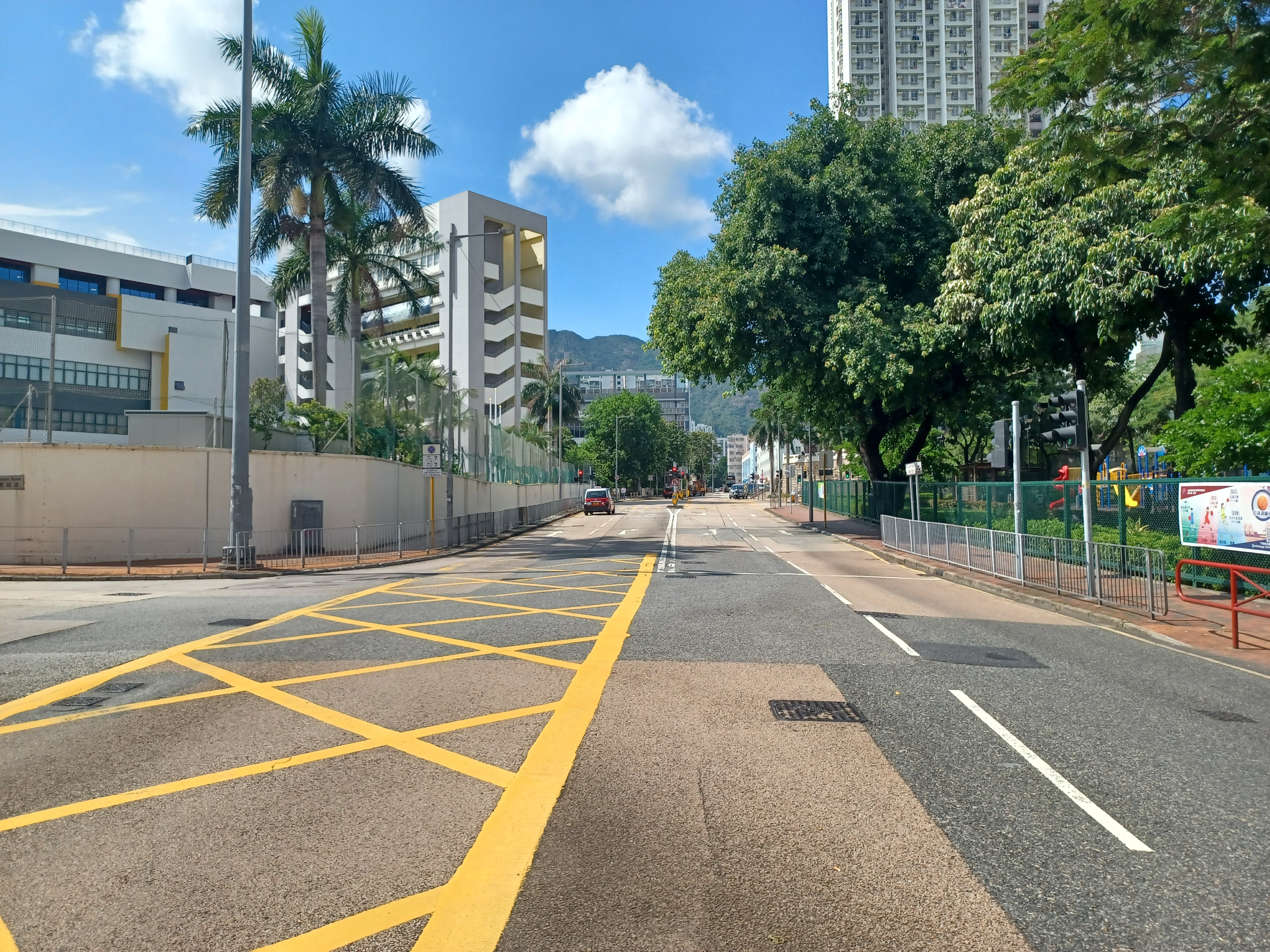
聯合道近東寶庭道

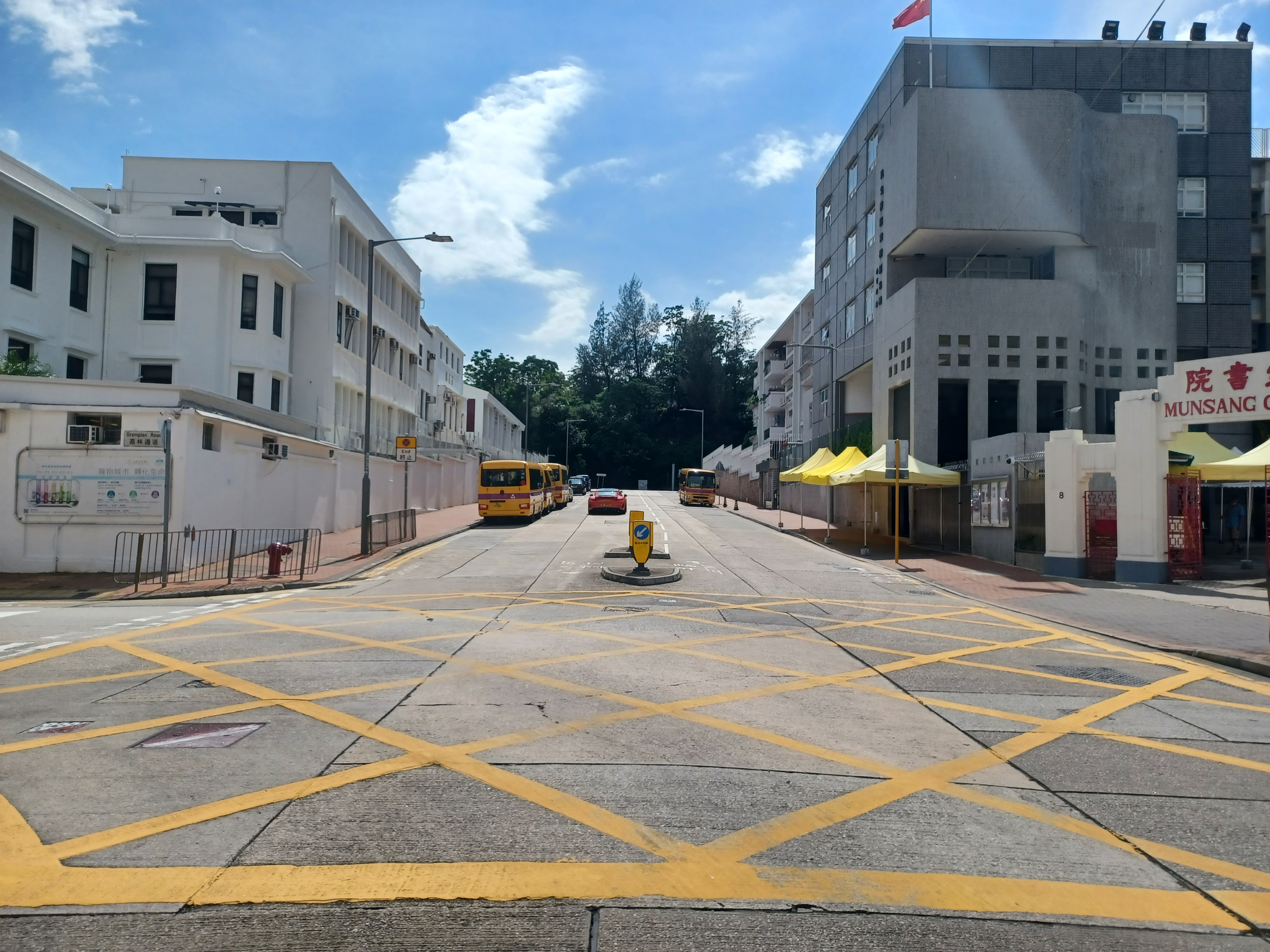
東寶庭道近嘉林邊道

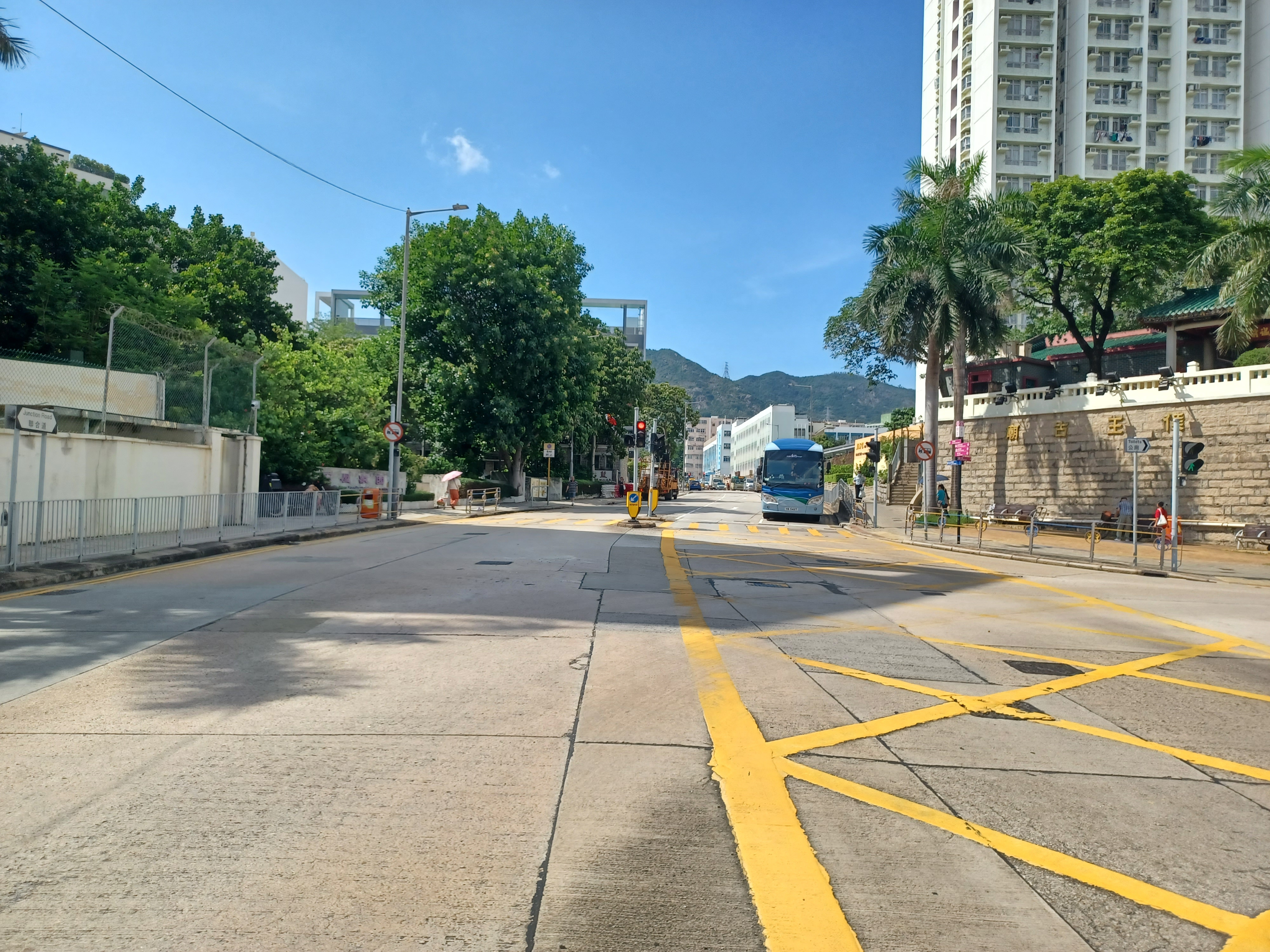
聯合道近東頭村道

按門牌號碼順序列出：
- 界限街
- 太子道西
- 衙前圍道
- 賈炳達道
- 東寶庭道
- 東頭村道
- 延文禮士道
- 杏林街
- 橫頭磡東道
- 富安街
- 竹園道
- 廣播道
- 聯福道
- 金城道
- 窩打老道

## 沿線建築物
- 嘉諾撒聖家學校，聯合道102號
- 九龍寨城公園，聯合道／東頭村道交界東南面
- 九龍城侯王廟及美東邨，聯合道／東頭村道交界東北面
- 何家園石屋，聯合道／東頭村道交界西北面
- 香港兆基創意書院，聯合道135號
- 香港華人基督教聯會大樓，聯合道140號
- 香港華人基督教聯會九龍墳場聯合道140號，
- 藝術與科技教育中心，聯合道145號
- 樂富廣場，聯合道198號
- 橫頭磡賽馬會診所，聯合道200號
- 聯合道公園，聯合道／富安街交界以西
- 九龍國際浸信會，聯合道300號
- 香港浸會大學逸夫行政樓
- 九龍東軍營，聯合道／金城道交界以南
- 建新中心，聯合道302號

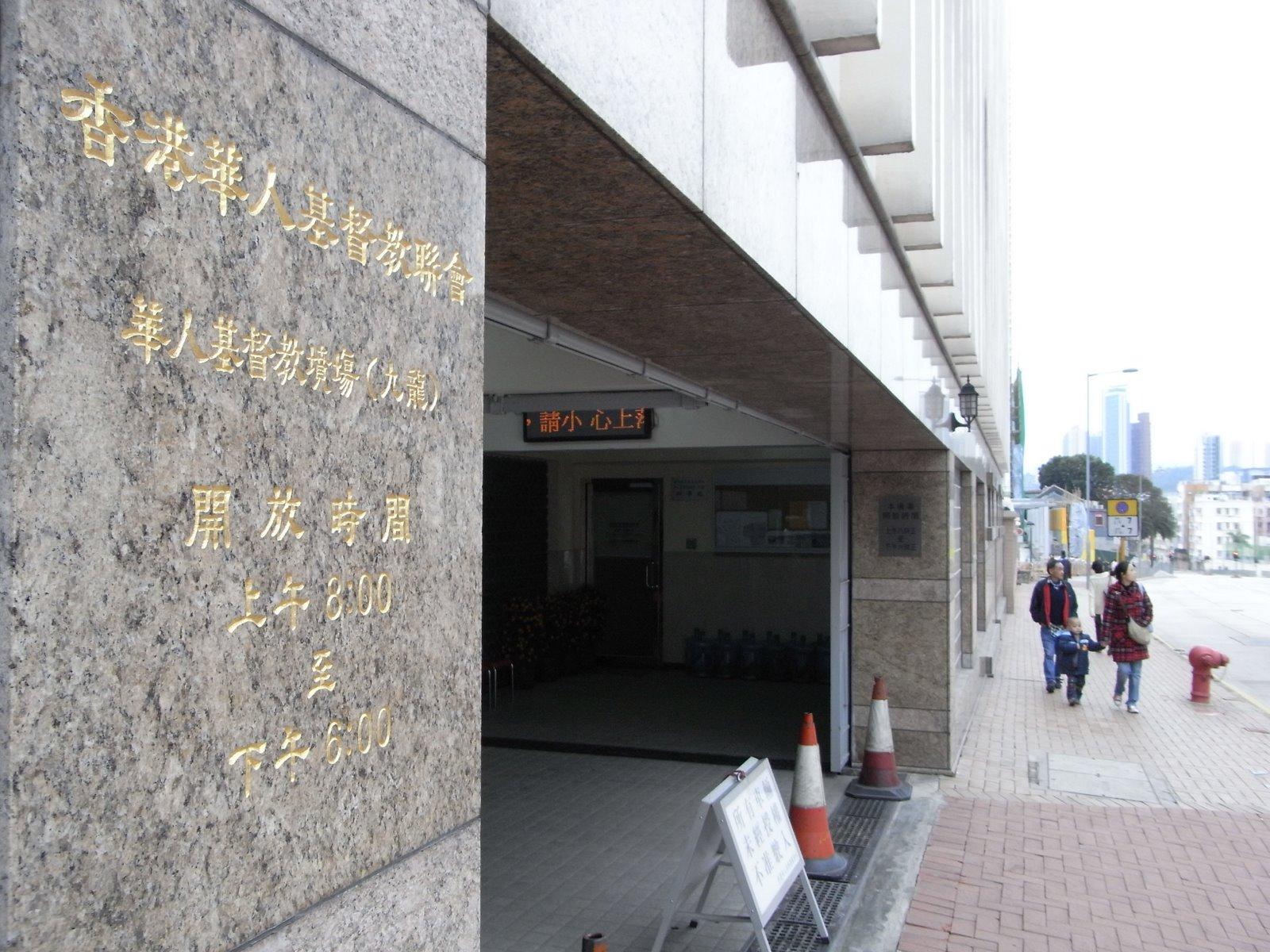
香港華人基督教聯會大樓的出入口
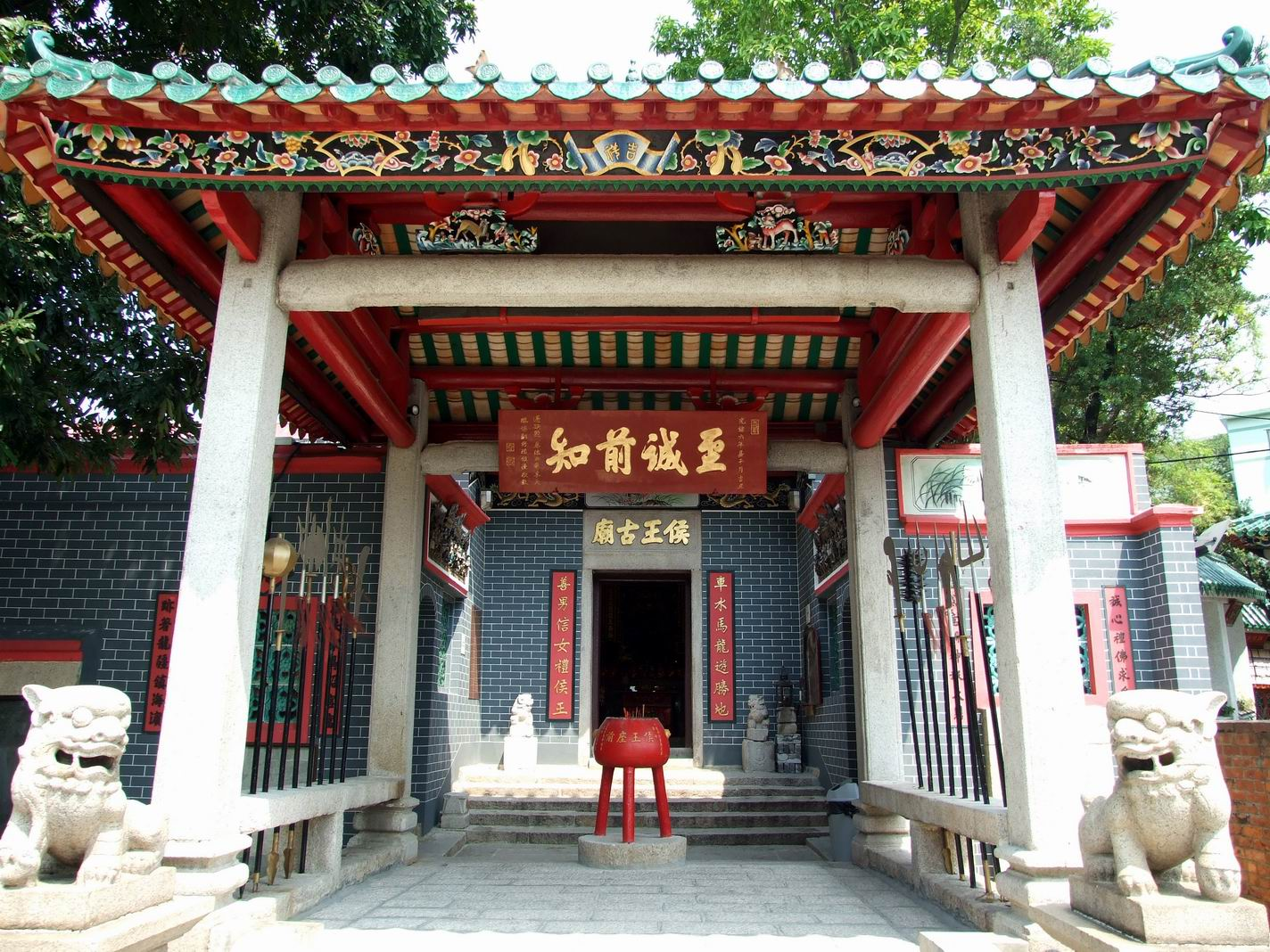
九龍城侯王廟